# أوت تاناك
أوت تاناك (بالإستونية: Ott Tänak) مواليد 15 أكتوبر 1987 في ساريما، إستونيا، هو سائق راليات إستوني. بدأ مسيرته في سنة 2009. كان أول رالي له هو رالي البرتغال 2009. تنافس في بطولة العالم للراليات. صعد على المنصة مرتان خلال مسيرته.

## روابط خارجية
- أوت تاناك على موقع IMDb (الإنجليزية)
- أوت تاناك على موقع Rallye-info.com (الإنجليزية)
- أوت تاناك على موقع eWRC-results.com (الإنجليزية)